# Manar-Inseln
Die Manar-Inseln (engl. Manar Group) sind eine kleine zu Australien (Bundesstaat Queensland) gehörige Inselgruppe im Osten des Archipels der Torres-Strait-Inseln. 
Zur Gruppe, die unmittelbar vor der Nordostspitze der Kap-York-Halbinsel liegt, zählen folgende Inseln:
| Name          | Alternativ    | Koordinaten           | Fläche km² |
| ------------- | ------------- | --------------------- | ---------- |
| Albany Island | Pabaju        | 10° 44′ S, 142° 36′ O | 5,91       |
| Albany Rock   | Gulupsum Rock | 10° 43′ S, 142° 38′ O | 0,03       |
| Bush Islet    |               | 10° 43′ S, 142° 36′ O | 0,10       |
| Mai Island    |               | 10° 43′ S, 142° 37′ O | 0,25       |
| Pitt Rock     |               | 10° 44′ S, 142° 37′ O | 0,04       |
| Tree Island   | Iul           | 10° 42′ S, 142° 36′ O | 0,02       |

Verwaltungstechnisch zählt die Inselgruppe zu den Inner Islands, der südlichsten Inselregion im Verwaltungsbezirk Torres Shire von Queensland.